# Weylova enačba
Weylova enáčba [véjlova ~] je v fiziki in še posebej v kvantni teoriji polja relativistična valovna enačba, ki opisuje brezmasne dvokomponentne delce s polovičnim spinom (1/2), imenovane Weylovi fermioni. Imenuje se po Hermannu Weylu, ki jo je uvedel leta 1929. Weylovi fermioni so ena od treh možnih vrst osnovnih fermionov, drugi dve pa so Diracovi in Majoranovi fermioni. Diracov fermion sam sebi ni antidelec in ima električni naboj, Majoranov fermion pa je sam sebi antidelec in je brez naboja. V naravi Majoranovih fermionov še niso našli.
Noben od osnovnih delcev v standardnem modelu fizike delcev ni Weylov fermion. Pred potrditvijo nevtrinskih oscilacij je veljalo, da bi bil nevtrino lahko Weylov fermion (zdaj se pričakuje, da bo bodisi Diracov ali Majoranov fermion). V fiziki kondenzirane snovi lahko nekateri materiali prikazujejo kvazidelce, ki se obnašajo kot Weylovi fermioni, kar vodi do pojma Weylovih polkovin.
Matematično je mogoče poljubni Diracov fermion razstaviti kot dva Weylova fermiona nasprotne kiralnosti, povezana z masnim členom.

## Zgodovina
Diracovo enačbo je leta 1928 objavil Paul Dirac in je bila prvič uporabljena za modeliranje delcev s spinom ½ v okviru relativistične kvantne mehanike. Weyl je svojo enačbo objavil leta 1929 kot poenostavljeno različico Diracove enačbe. Wolfgang Ernst Pauli je leta 1933 pisal proti Weylovi enačbi, ker je kršila parnost: »Medtem te valovne enačbe, kot je razvidno iz njihove izpeljave, niso invariantne. Zrcaljenja (izmenjava leve in desne) in posledično enačbe niso uporabne za fizično realnost.«. Vendar je sam tri leta pred tem napovedal obstoj novega osnovnega fermiona – nevtrina, da bi pojasnil razpad β, ki je bil na koncu opisan z uporabo Weylove enačbe.
Leta 1937 je Conyers Herring predlagal, da lahko Weylovi fermioni obstajajo kot kvazidelci v kondenzirani snovi.
(Elektronske) nevtrine {\displaystyle \nu _{\rm {e}}\!\,} sta eksperimentalno opazila Clyde Lorrain Cowan in Frederick Reines leta 1956 kot delce z izredno majhnimi masami (in zgodovinsko so včasih celo mislili, da so brez mase). Istega leta je Wujin poskus pokazal, da bi parnost lahko porušila šibka interakcija, s čimer je odgovoril na Paulijevo kritiko. Temu je leta 1958 sledila meritev vijačnosti (sučnosti, spiralnosti) nevtrina Mauricea Goldhaberja, Leeja Grodzinsa in Andrewa Williama Sunyarja. Meritev je pokazala, da je nevtrino levosučni delec in tako je njegove polje {\displaystyle \nu _{\rm {L}}(x)\!\,}.
Z vidika tedanje dvokomponentne teorije nevtrinov je velika kršitev parnosti v razpadu β in drugih leptonskih procesih povezana z brezmasnim nevtrinom. To stališče se je spremenilo, ko so Richard Phillips Feynman in Murray Gell-Mann, ter neodvisno Ennackal Chandy George Sudarshan in Robert Eugene Marshak, leta 1958 predlagali teorijo V-A, ki je temeljila na predpostavki, da v Hamiltonovi funkciji šibke interakcije vstopajo levosučne komponente vseh polj. To pomeni da kršitev parnosti v šibki interakciji ni povezana z izjemnimi lastnostmi nevtrinov. Obstajajo tudi drugi razlogi za levosučna polja v Hamiltonovi funkciji. Po teoriji V-A je bilo naravno obrniti se na argumente in obravnavati nevtrino kot delec z od nič različno maso. Kljub temu je bila tedanja dvokomponentna teorija nevtrinov lepa in najpreprostejša teoretična možnost. Bila je v popolnem dogovoru z mnogimi poskusi raziskovanja šibkih procesov. Ker tako poskusi niso pokazali nobenih znakov mase nevtrina, se je ponovno pojavilo zanimanje za Weylovo enačbo. Tako je bil tudi standardni model zgrajen ob predpostavki, da so nevtrini Weylovi fermioni.
Lev Davidovič Landau, Tsungdao Lee ter Čen Ning Franklin Jang in Abdus Salam so predlagali, da bi se nevtrino opisal z dvokomponentnim Weylovim spinorjem {\displaystyle \psi _{\rm {R}}\!\,} ali {\displaystyle \psi _{\rm {L}}\!\,} (teorija dvokomponentnih nevtrinov). Landau je izhajal iz domneve invariantnosti CP in domneval, da je nevtrino Weylov delec, saj so Weylove enačbe invariantne glede na transformacijo CP.
Analog Weylovih enačb za brezmasni delec s spinom 1 (foton) so Maxwellove enačbe v Majoranovi obliki.
Medtem ko je italijanski fizik Bruno Pontecorvo leta 1957 predlagal možnost nevtrinskih mas, mešanj in nevtrinskih oscilacij, je nevtrinski detektor Super-Kamiokande šele leta 1998 potrdil obstoj nevtrinov in njihovo od nič različno maso. To odkritje je potrdilo, da Weylova enačba ne more popolnoma opisati širjenja nevtrinov, saj lahko enačbe opišejo le brezmasne delce.
Leta 2015 so prvo Weylovo polkovino eksperimentalno potrdili v kristalinskem tantalovem arzenidu ({\displaystyle {\ce {TaAs}}}) v sodelovanju skupin M. Zahida Hasana z Univerze Princeton in Hong Dinga s Kitajske akademije znanosti. Neodvisno je istega leta skupina Marina Soljačića z MIT prav tako opazovala Weylu podobna vzbujanja v fotonskih kristalih.

## Enačba
Weylova enačba se pojavlja v dveh oblikah. Desnosučno obliko se lahko zapiše na naslednji način:
{\displaystyle \sigma ^{\mu }\partial _{\mu }\psi =0\!\,.}
Če se enačba razširi in vstavi hitrost svetlobe {\displaystyle c\!\,}, ima obliko:
{\displaystyle I_{2}{\frac {1}{c}}{\frac {\partial \psi }{\partial t}}+\sigma _{x}{\frac {\partial \psi }{\partial x}}+\sigma _{y}{\frac {\partial \psi }{\partial y}}+\sigma _{z}{\frac {\partial \psi }{\partial z}}=0\!\,,}
kjer je: 
{\displaystyle \sigma ^{\mu }={\begin{pmatrix}\sigma ^{0}&\sigma ^{1}&\sigma ^{2}&\sigma ^{3}\end{pmatrix}}={\begin{pmatrix}I_{2}&\sigma _{x}&\sigma _{y}&\sigma _{z}\end{pmatrix}}\!\,}
vektor, katerega komponente so enotska matrika {\displaystyle I_{2}\!\,} z velikostjo {\displaystyle 2\times 2\!\,} za {\displaystyle \mu =0\!\,} in Paulijeve matrike za {\displaystyle \mu =1,2,3\!\,}, {\displaystyle \psi \!\,} pa je valovna funkcija – eden od Weylovih spinorjev. Levosučna oblika Weylove enačbe se po navadi zapiše kot:
{\displaystyle {\bar {\sigma }}^{\mu }\partial _{\mu }\psi =0\!\,,}
kjer je:
{\displaystyle {\bar {\sigma }}^{\mu }={\begin{pmatrix}I_{2}&-\sigma _{x}&-\sigma _{y}&-\sigma _{z}\end{pmatrix}}\!\,.}
Rešitvi desno in levosučne Weylove enačbe sta različni: imata desno in levosučno vijačnost oziroma s tem kiralnost. Primerno je, da se to izrecno navede, kot sledi: {\displaystyle \sigma ^{\mu }\partial _{\mu }\psi _{\rm {R}}=0\!\,} in {\displaystyle {\bar {\sigma }}^{\mu }\partial _{\mu }\psi _{\rm {L}}=0\!\,}.

## Rešitve za ravninsko valovanje
Rešitve za ravninsko valovanje Weylove enačbe se imenujejo levo in desnosučni Weylovi spinorji in vsak ima dve komponenti. Obe imata obliko:
{\displaystyle \psi \left(\mathbf {\vec {r}} ,t\right)={\begin{pmatrix}\psi _{1}\\\psi _{2}\\\end{pmatrix}}=\chi e^{-i(\mathbf {\vec {k}} \cdot \mathbf {\vec {r}} -\omega t)}=\chi e^{-i(\mathbf {\vec {p}} \cdot \mathbf {\vec {r}} -Et)/\hbar }\!\,,}
kjer je:
{\displaystyle \chi ={\begin{pmatrix}\chi _{1}\\\chi _{2}\\\end{pmatrix}}\!\,}
od gibalne količine odvisen dvokomponentni spinor, za katerega velja:
{\displaystyle \sigma ^{\mu }p_{\mu }\chi =\left(I_{2}E-{\vec {\sigma }}\cdot {\vec {p}}\right)\chi =0\!\,}
ali:
{\displaystyle {\bar {\sigma }}^{\mu }p_{\mu }\chi =\left(I_{2}E+{\vec {\sigma }}\cdot {\vec {p}}\right)\chi =0\!\,.}
Z neposrednim izračunom se dobi;
{\displaystyle \left({\bar {\sigma }}^{\nu }p_{\nu }\right)\left(\sigma ^{\mu }p_{\mu }\right)\chi =\left(\sigma ^{\nu }p_{\nu }\right)\left({\bar {\sigma }}^{\mu }p_{\mu }\right)\chi =p_{\mu }p^{\mu }\chi =\left(E^{2}-{\vec {p}}\cdot {\vec {p}}\right)\chi =0\!\,,}
kar nakazuje, da enačbe odgovarjajo delcu brez mase. Kot rezultat je velikost gibalne količine {\displaystyle \mathbf {\vec {p}} \!\,} neposredno povezana z valovnim vektorjem {\displaystyle \mathbf {\vec {k}} \!\,} prek de Brogliejevih zvez kot:
{\displaystyle |\mathbf {\vec {p}} |=\hbar |\mathbf {\vec {k}} |={\frac {\hbar \omega }{c}}\,\Rightarrow \,|\mathbf {\vec {k}} |={\frac {\omega }{c}}\!\,.}
Enačba se lahko zapiše s členi levo in desnosučnih spinorjev kot:
{\displaystyle {\begin{aligned}\sigma {^{\mu }}\partial _{\mu }\psi _{\rm {R}}&=0\\{\bar {\sigma }}^{\mu }\partial _{\mu }\psi _{\rm {L}}&=0\!\,.\end{aligned}}}

### Vijačnost
Leve in desne komponente odgovarjajo vijačnosti {\displaystyle \lambda \!\,} delcev, projekciji operatorja vrtilne količine {\displaystyle \mathbf {\vec {J}} \!\,} na linearno gibalno količino {\displaystyle \mathbf {\vec {p}} \!\,}:
{\displaystyle \mathbf {\vec {p}} \cdot \mathbf {\vec {J}} \left|\mathbf {\vec {p}} ,\lambda \right\rangle =\lambda |\mathbf {\vec {p}} |\left|\mathbf {\vec {p}} ,\lambda \right\rangle \!\,.}
Tu je {\textstyle \lambda =\pm {\frac {1}{2}}\!\,}.

## Lorentzeva invariantnost
Obe enačbi sta invariantni po Lorentzu pod Lorentzevo transformacijo {\displaystyle x\mapsto x^{\prime }=\Lambda x\!\ }, kjer je {\displaystyle \Lambda \in \mathrm {SO} (1,3)\!\,}. Enačbi se točneje transformirata kot:
{\displaystyle \sigma ^{\mu }{\frac {\partial }{\partial x^{\mu }}}\psi _{\rm {R}}(x)\mapsto \sigma ^{\mu }{\frac {\partial }{\partial x^{\prime \mu }}}\psi _{\rm {R}}^{\prime }\left(x^{\prime }\right)=\left(S^{-1}\right)^{\dagger }\sigma ^{\mu }{\frac {\partial }{\partial x^{\mu }}}\psi _{\rm {R}}(x)\!\,,}
kjer je {\displaystyle S^{\dagger }} hermitska transponirana matrika pod pogojem, da se desnosučno polje transformira kot:
{\displaystyle \psi _{\rm {R}}(x)\mapsto \psi _{\rm {R}}^{\prime }\left(x^{\prime }\right)=S\psi _{\rm {R}}(x)\!\,.}
Matrika {\displaystyle S\in SL(2,\mathbb {C} )\!\,} je povezana z Lorentzevo transformacijo s pomočjo pokrivanja Lorentzeve grupe s specialno linearno grupo {\displaystyle \mathrm {SL} (2,\mathbb {C} )\!\,}, ki je dana z:
{\displaystyle \sigma _{\mu }{\Lambda ^{\mu }}_{\nu }=\left(S^{-1}\right)^{\dagger }\sigma _{\nu }S^{-1}\!\,.}
Zato, če netransformirani diferencial izgine v enem Lorentzevem okviru, izgine tudi v drugem. Podobno:
{\displaystyle {\overline {\sigma }}^{\mu }{\frac {\partial }{\partial x^{\mu }}}\psi _{\rm {L}}(x)\mapsto {\overline {\sigma }}^{\mu }{\frac {\partial }{\partial x^{\prime \mu }}}\psi _{\rm {L}}^{\prime }\left(x^{\prime }\right)=S{\overline {\sigma }}^{\mu }{\frac {\partial }{\partial x^{\mu }}}\psi _{\rm {L}}(x)\!\,}
pod pogojem, da se levosučno polje transformira kot:
{\displaystyle \psi _{\rm {L}}(x)\mapsto \psi _{\rm {L}}^{\prime }\left(x^{\prime }\right)=\left(S^{\dagger }\right)^{-1}\psi _{\rm {L}}(x)\!\,.}
Dokaz: Nobena od teh transformacijskih lastnosti ni na noben način »očitna«, zato si zasluži skrbno izpeljavo. Začeti je treba z obliko:
{\displaystyle \psi _{\rm {R}}(x)\mapsto \psi _{\rm {R}}^{\prime }\left(x^{\prime }\right)=R\psi _{\rm {R}}(x)\!\,}
za poljubni neznani {\displaystyle R\in \mathrm {SL} (2,\mathbb {C} )\!\,}, ki ga je treba določiti. Lorentzeva transformacija v koordinatah je:
{\displaystyle x^{\prime \mu }={\Lambda ^{\mu }}_{\nu }x^{\nu }\!\,}
ali enakovredno:
{\displaystyle x^{\nu }={\left(\Lambda ^{-1}\right)^{\nu }}_{\mu }x^{\prime \mu }\!\,.}
To da:
{\displaystyle {\begin{aligned}\sigma ^{\mu }\partial _{\mu }^{\prime }\psi _{\rm {R}}^{\prime }\left(x^{\prime }\right)&=\sigma ^{\mu }{\frac {\partial }{\partial x^{\prime \mu }}}\psi _{\rm {R}}^{\prime }\left(x^{\prime }\right)\\&=\sigma ^{\mu }{\frac {\partial x^{\nu }}{\partial x^{\prime \mu }}}{\frac {\partial }{\partial x^{\nu }}}R\psi _{\rm {R}}(x)\\&=\sigma ^{\mu }{\left(\Lambda ^{-1}\right)^{\nu }}_{\mu }{\frac {\partial }{\partial x^{\nu }}}R\psi _{\rm {R}}(x)\\&=\sigma ^{\mu }{\left(\Lambda ^{-1}\right)^{\nu }}_{\mu }\partial _{\nu }R\psi _{\rm {R}}(x)\!\,.\end{aligned}}}
Da bi se lahko uporabila Weylova preslikava:
{\displaystyle \sigma _{\mu }{\Lambda ^{\mu }}_{\nu }=\left(S^{-1}\right)^{\dagger }\sigma _{\nu }S^{-1}\!\,,}
je treba nekaj indeksov dvigniti in spustiti. To je lažje reči, kot narediti, saj to zahteva enakost:
{\displaystyle \eta \Lambda ^{\mathsf {T}}\eta =\Lambda ^{-1}\!\,,}
kjer je {\displaystyle \eta ={\mbox{diag}}(+1,-1,-1,-1)\!\,} metrika Minkowskega za ravni prostor. Zgornja enakost se velikokrat rabi za definicijo elementov {\displaystyle \Lambda \in \mathrm {SO} (1,3)\!\,}. Vzeti je treba transponirano matriko:
{\displaystyle {\left(\Lambda ^{-1}\right)^{\nu }}_{\mu }={\left(\Lambda ^{-1{\mathsf {T}}}\right)_{\mu }}^{\nu }\!\,},
da se zapiše:
{\displaystyle {\begin{aligned}\sigma ^{\mu }{\left(\Lambda ^{-1}\right)^{\nu }}_{\mu }\partial _{\nu }R\psi _{\rm {R}}(x)&=\sigma ^{\mu }{\left(\Lambda ^{-1{\mathsf {T}}}\right)_{\mu }}^{\nu }\partial _{\nu }R\psi _{\rm {R}}(x)\\&=\sigma _{\mu }{\Lambda ^{\mu }}_{\nu }\partial ^{\nu }R\psi _{\rm {R}}(x)\\&=\left(S^{-1}\right)^{\dagger }\sigma _{\mu }\partial ^{\mu }S^{-1}R\psi _{\rm {R}}(x)\!\,.\end{aligned}}}
Tako se pridobi prvotna oblika, če velja {\displaystyle S^{-1}R=1\!\,}, oziroma {\displaystyle R=S.} Če se izvede enake račune za levosučno enačbo, se dobi:
{\displaystyle \psi _{\rm {L}}(x)\mapsto \psi _{\rm {L}}^{\prime }\left(x^{\prime }\right)=L\psi _{\rm {L}}(x)\!\,}
z {\displaystyle L=\left(S^{\dagger }\right)^{-1}\!\,}.

### Povezava z Majorano
Weylova enačba se običajno pojasnjuje kot opis brezmasnega delca. Vendar pa se lahko z rahlo spremembo dobi dvokomponentno različico Majoranove enačbe. To nastane ker je specialna linearna grupa {\displaystyle \mathrm {SL} (2,\mathbb {C} )\!\,} izomorfna simplektični grupi {\displaystyle \mathrm {Sp} (2,\mathbb {C} )\!\,}. Simplektična grupa je definirana kot množica vseh kompleksnih matrik z velikostjo {\displaystyle 2\times 2\!\,} za katere velja:
{\displaystyle S^{\mathsf {T}}\omega S=\omega \!\,,}
kjer je:
{\displaystyle \omega =i\sigma _{2}={\begin{bmatrix}0&1\\-1&0\end{bmatrix}}\!\,.}
Določujoče razmerje je mogoče prepisati kot {\displaystyle \omega S^{*}=\left(S^{\dagger }\right)^{-1}\omega \!\,}, kjer je {\displaystyle S^{*}\!\,} kompleksna konjugirana matrika. Desnosučno polje, se, kot je omenjeno prej, transponira kot:
{\displaystyle \psi _{\rm {R}}(x)\mapsto \psi _{\rm {R}}^{\prime }\left(x^{\prime }\right)=S\psi _{\rm {R}}(x)\!\,}
in tako se kompleksno konjugirano polje transformira kot:
{\displaystyle \psi _{\rm {R}}^{*}(x)\mapsto \psi _{\rm {R}}^{\prime *}\left(x^{\prime }\right)=S^{*}\psi _{\rm {R}}^{*}(x)\!\,.}
Z uporabo definirajočega razmerja se lahko sklepa, da velja:
{\displaystyle m\omega \psi _{\rm {R}}^{*}(x)\mapsto m\omega \psi _{\rm {R}}^{\prime *}\left(x^{\prime }\right)=\left(S^{\dagger }\right)^{-1}m\omega \psi _{\rm {R}}^{*}(x)\!\,,}
kar je točno enaka lastnost Lorentzeve kovariantnosti, omenjene prej. Tako se linearna kombinacija z uporabo poljubnega kompleksnega faznega faktorja {\displaystyle \eta =e^{i\phi }\!\,}:
{\displaystyle i\sigma ^{\mu }\partial _{\mu }\psi _{\rm {R}}(x)+\eta m\omega \psi _{\rm {R}}^{*}(x)\!\,}
transformira na kovariantni način – če se to nastavi na nič, se dobi kompleksno dvokomponentno Majoranovo enačbo. Majoranova enačba se običajno zapiše kot štirikomponentna realna enačba namesto dvokomponentne kompleksne enačbe. Zgoraj je mogoče enačbo prenesti v štirikomponentno obliko (za podrobnosti glej tisti članek). Podobno je levokiralna Majoranova enačba (vključno s poljubnim faznim faktorjem {\displaystyle \zeta \!\,}) enaka:
{\displaystyle i{\overline {\sigma }}^{\mu }\partial _{\mu }\psi _{\rm {L}}(x)+\zeta m\omega \psi _{\rm {L}}^{*}(x)=0\!\,.}
Kot je že bilo omenjeno, sta leva in desna kiralna različica povezani s transformacijo parnosti. Poševni kompleksni konjugat {\displaystyle \omega \psi ^{*}=i\sigma ^{2}\psi \!\,} je mogoče prepoznati kot nabojno konjugirano obliko {\displaystyle \psi \!\,}. Tako se lahko Majoranovo enačbo bere kot enačbo, ki povezuje spinor z njegovo nabojno konjugirano obliko. Dve različni fazi na masnem členu sta povezani z dvema različnima lastnima vrednostima operatorja nabojne konjugacije – za podrobnosti glej simetrija C in Majoranova enačba.
Naj je definiran par operatorjev, Majoranovih operatorjev:
{\displaystyle D_{\rm {L}}=i{\overline {\sigma }}^{\mu }\partial _{\mu }+\zeta m\omega K\qquad D_{\rm {R}}=i\sigma ^{\mu }\partial _{\mu }+\eta m\omega K\!\,}
kjer je {\displaystyle K\!\,} kratkoročni opomnik, da se vzame kompleksni konjugat. Pod Lorentzevimi transformacijami se operatorja transformirata kot:
{\displaystyle D_{\rm {L}}\mapsto D_{\rm {L}}^{\prime }=SD_{\rm {L}}S^{\dagger }\qquad D_{\rm {R}}\mapsto D_{\rm {R}}^{\prime }=\left(S^{\dagger }\right)^{-1}D_{\rm {R}}S^{-1}\!\,,}
kjer se Weylova spinorja transformirata kot:
{\displaystyle \psi _{\rm {L}}\mapsto \psi _{\rm {L}}^{\prime }=\left(S^{\dagger }\right)^{-1}\psi _{\rm {L}}\qquad \psi _{\rm {R}}\mapsto \psi _{\rm {R}}^{\prime }=S\psi _{\rm {R}}\!\,,}
kakor zgoraj. Tako so njune ujemajoče se kombinacije kovariantne po Lorentzu in jih je mogoče vzeti kot par kompleksnih 2-spinorskih Majoranovih enačb:
{\displaystyle D_{\rm {L}}\psi _{\rm {L}}=0\qquad D_{\rm {R}}\psi _{\rm {R}}=0\!\,.}
Produkta {\displaystyle D_{\rm {L}}D_{\rm {R}}\!\,} in {\displaystyle D_{\rm {R}}D_{\rm {L}}\!\,} sta oba kovariantna po Lorentzu. Produkt je eksplicitno enak:
{\displaystyle D_{\rm {R}}D_{\rm {L}}=\left(i\sigma ^{\mu }\partial _{\mu }+\eta m\omega K\right)\left(i{\overline {\sigma }}^{\mu }\partial _{\mu }+\zeta m\omega K\right)=-\left(\partial _{t}^{2}-{\vec {\nabla }}\cdot {\vec {\nabla }}+\eta \zeta ^{*}m^{2}\right)=-\left(\square +\eta \zeta ^{*}m^{2}\right)\!\,.}
Za preverjanje tega je treba upoštevati, da velja {\displaystyle \omega ^{2}=-1\!\,} in {\displaystyle Ki=-iK\!\,}. Desna stran se reducira na Klein-Gordonov operator pod pogojem, da velja {\displaystyle \eta \zeta ^{*}=1\!\,}, oziroma {\displaystyle \eta =\zeta \!\,}. Ta dva Majoranova operatorja sta torej »kvadratna korena« Klein-Gordonovega operatorja.

## Lagrangeeve gostote
Enačbe se dobijo iz Lagrangeevih gostot:
{\displaystyle {\mathcal {L}}=i\psi _{\rm {R}}^{\dagger }\sigma ^{\mu }\partial _{\mu }\psi _{\rm {R}}\!\,,}
{\displaystyle {\mathcal {L}}=i\psi _{\rm {L}}^{\dagger }{\bar {\sigma }}^{\mu }\partial _{\mu }\psi _{\rm {L}}\!\,.}
Če se obravnava spinor in njegov konjugat (označen z {\displaystyle \dagger \!\,}) kot neodvisni spremenljivki, se dobi ustrezna Weylova enačba.

## Weylovi spinorji
Izraz Weylov spinor se pogosto uporablja tudi v splošnejšem okolju, kot element Cliffordovega modula. To je tesno povezano z zgoraj navedenimi rešitvami in daje naravno geometrijsko interpretacijo spinorjev kot geometrijskih objektov, ki živijo na mnogoterosti. Ta splošna nastavitev ima več prednosti: razjasni njihovo interpretacijo kot fermionov v fiziki in natančno pokaže, kako definirati spin v splošni teoriji relativnosti ali pravzaprav za katerokoli Riemannovo ali psevdoriemannovo mnogoterost. To je neformalno nakazano na naslednji način.
Weylova enačba je invariantna glede na delovanje Lorentzeve grupe. To pomeni, da se oblika same enačbe ne spremeni, ko se uporabijo potiski in vrtenja. Vendar pa se oblika spinorja {\displaystyle \psi \!\,} sama spreminja. Če v celoti zanemari prostor-čas, je algebra spinorjev opisana s (kompleksirano) Cliffordovo algebro. Spinorji se transformirajo pod delovanjem spinske grupe. To je povsem analogno temu, kako bi se lahko govorilo o vektorju in kako se transformira pod grupo vrtenj, le da je zdaj prilagojena primeru spinorjev.
Za dano poljubno psevdoriemannovo mnogoterost {\displaystyle M\!\,} z razsežnostjo {\displaystyle (p,q)\!\,} se lahko obravnava njen tangentni sveženj {\displaystyle TM\!\,}. V poljubni dani točki {\displaystyle x\in M\!\,} je tangentni prostor {\displaystyle T_{x}M\!\,} {\displaystyle (p,q)\!\,} razsežni vektorski prostor. Na takšnem vektorskem prostoru je mogoče skonstruirati Cliffordovo algebro {\displaystyle \mathrm {Cl} (p,q)\!\,}. Če so {\displaystyle \{e_{i}\}\!\,} baze vektorskega prostora na {\displaystyle T_{x}M\!\,}, se lahko skonstruira par Weylovih spinorjev kot:
{\displaystyle w_{j}={\frac {1}{\sqrt {2}}}\left(e_{2j}+ie_{2j+1}\right)\!\,}
in:
{\displaystyle w_{j}^{*}={\frac {1}{\sqrt {2}}}\left(e_{2j}-ie_{2j+1}\right)\!\,.}
Če se pravilno preučita v luči Cliffordove algebre, sta naravno antikomutativna, kar pomeni, da velja {\displaystyle w_{j}w_{m}=-w_{m}w_{j}\!\,}. To se lahko pojasni kot matematična realizacija Paulijevega izključitvenega načela, kar omogoča, da te abstraktno definirane formalne strukture pojasnjujejo fermioni. Za {\displaystyle (p,q)=(1,3)\!\,} razsežni prostor-čas Minkowskega sta možna samo dva takšna spinorja, po dogovoru označena kot »levi« in »desni«, kot je opisano zgoraj. Bolj formalno, splošno predstavitev Weylovih spinorjev se lahko najde v članku o spinski grupi.
Abstraktno, splošnorelativistično obliko Weylove enačbe je mogoče razumeti na naslednji način: nad dano psevdoriemannovo mnogoterost {\displaystyle M\!\,} se sestavi vlakenski sveženj s spinsko grupo kot vlaknom. Spinska grupa {\displaystyle \mathrm {Spin} (p,q)\!\,} je dvojno pokritje specialne ortogonalne grupe {\displaystyle \mathrm {SO} (p,q)\!\,}, tako da se lahko identificira spinsko grupo po vlaknih s svežnjem okvirja nad {\displaystyle M\!\,}. Ko je to storjeno, se nastala struktura imenuje spinska struktura.
Izbira ene same točke na vlaknu ustreza izbiri krajevnega opazovalnega sistema za prostor-čas; dve različni točki na vlaknu sta povezani z (Lorentzevim) potiskom/vrtenjem, to je s krajevno spremembo koordinat. Naravni prebivalci spinske strukture so Weylovi spinorji, saj spinska struktura popolnoma opisuje, kako se spinorji obnašajo pod (Lorentzevimi) potiski/vrtenji.
Glede na spinsko mnogoterost je analog metrične povezanosti spinska povezanost – to je dejansko »ista stvar« kot običajna povezanost, samo s spinskimi indeksi, ki so ji pridani na dosleden način. Kovariantni odvod se lahko definira glede na povezanost na povsem običajen način. Na Cliffordov sveženj deluje naravno – Cliffordov sveženj je prostor, v katerem živijo spinorji. Splošno raziskovanje takšnih struktur in njihovih odnosov se imenuje spinska geometrija.

### Matematična definicija
Za sodi {\displaystyle n\!\,} je soda podalgebra {\displaystyle \mathbb {C} l^{0}(n)\!\,} kompleksne Cliffordove algebre {\displaystyle \mathbb {C} l(n)\!\,} izomorfna {\displaystyle \mathrm {End} (\mathbb {C} ^{N/2})\oplus \mathrm {End} (\mathbb {C} ^{N/2})=:\Delta _{n}^{+}\oplus \Delta _{n}^{-}\!\,}, kjer je {\displaystyle N=2^{n/2}\!\,}. Levosučni (oziroma desnosučni) kompleksni Weylov spinor v {\displaystyle n\!\,}-razsežnem prostoru je element {\displaystyle \Delta _{n}^{+}\!\,} (oziroma {\displaystyle \Delta _{n}^{-}\!\,}).

### Posebni primeri
Obstajajo trije pomembni posebni primeri, ki jih je mogoče sestaviti iz Weylovih spinorjev. Eden je Diracov spinor, ki se ga lahko razume kot par Weylovih spinorjev, enega levosučnega in enega desnosučnega. Ta sta povezana tako, da predstavljata električno nabito fermionsko polje. Električni naboj nastane, ker se Diracovo polje transformira pod delovanjem kompleksirane spinske grupe {\displaystyle \mathrm {Spin} ^{\mathbb {C} }(p,q)\!\,}. Ta grupa ima strukturo:
{\displaystyle \mathrm {Spin} ^{\mathbb {C} }(p,q)\cong \mathrm {Spin} (p,q)\times _{\mathbb {Z} _{2}}S^{1}\!\,,}
kjer je {\displaystyle S^{1}\cong \mathrm {U} (1)\!\,} krožnica in se lahko identificira kot {\displaystyle \mathrm {U} (1)\!\,} iz elektromagnetizma. Produkt {\displaystyle \times _{\mathbb {Z} _{2}}\!\,} je samo priročen zapis, ki označuje produkt {\displaystyle \mathrm {Spin} (p,q)\times S^{1}\!\,} z nasprotnima točkama {\displaystyle (s,u)=(-s,-u)\!\,}, kar nakazuje (dvojno pokritje).
Majoranov spinor je spet par Weylovih spinorjev, vendar sedaj razporejen tako, da je levosučni spinor nabojno konjugiran z desnosučnim spinorjem. Rezultat je polje z dvema prostostnima stopnjama manj kot Diracov spinor. Ne more interagirati z elektromagnetnim poljem, saj se transformira kot skalar pod delovanjem grupe {\displaystyle \mathrm {spin} ^{\mathbb {C} }\!\,}. To pomeni, da se transformira kot spinor, vendar prečno, tako da je invarianten pod delovanjem {\displaystyle \mathrm {U} (1)\!\,} spinske grupe.
Tretji posebni primer je spinor ELKO, skonstruiran podobno kot Majoranov spinor, razen z dodatnim znakom minus med parom nabojnega konjugata. Zaradi tega je spet električno nevtralen, vendar uvaja mnoge druge precej presenetljive lastnosti.